# Aylés
Aylés es un despoblado del término municipal de Mezalocha en la comarca del Campo de Cariñena de la provincia de Zaragoza.

## Historia
En el año 1175 el rey Alfonso II el Casto la cedió al Monasterio de Santa María de Chuncería, no obstante el 7 de enero de 1235 el Monasterio de Rueda la cedió a Jaime I de Aragón. Este a su vez la dio el 5 de abril de 1252 a Pelegrín de Atrosiello. Entre los años 1188 y 1289 tuvo el título de villa. En el año 1845 fue agregado a Mezalocha.